# 18 velikih hitova
18 velikih hitova è la prima raccolta dei più grandi successi di Severina Vučković dal 1992 al 2002.
Sull'album, tuttavia, non ci sono i successi dell'album Pogled ispod obrva, non inseriti dalla casa discografica poiché l'album continuava a riscuotere un'ottima vendita.
L'album contiene anche quattro duetti di enorme successo: Ti si srce moje con Dražen Žerić Žera, Rastajem se od života con Željko Bebek, Kreni con Amir Kazić Leo e 'Ko je kriv con Boris Novković.

## Tracce
1. Dalmatinka
2. Paloma nera
3. Ja samo pjevam
4. Ti si srce moje
5. Djevojka sa sela
6. Rastajem se od života
7. Da si moj
8. Kad si sam
9. Tvoja prva djevojka
10. Trava zelena
11. Od rođendana do rođendana
12. Ante
13. Adio ljube
14. Prijateljice
15. Sija sunce, trava miriše
16. Kreni
17. Moja stvar
18. 'Ko je kriv